# Jara Beneš
Jara Beneš, češki skladatelj, * 5. junij 1897, Praga, Češka, † 10. april 1949, Dunaj, Avstrija.

## Življenje in delo
Glasbo je študiral na praškem konservatriju. Skladateljsko se je zgledoval po rojaku Oskarju Nedbalu in Leu Fallu. Danes je najbolj poznan po svojih operetah, pisal pa je tudi filmsko glasbo in popevke. 
Na odru ljubljanske Opere so bile uprizorjene tri njegove operete, in sicer
- Sveti Anton, vseh zaljubljencev patron (leta 1934),
- Navihanka (leta 1937) in
- Pod to goro zeleno (leta 1942).